# Pandes (Wedi)
Pandes is een bestuurslaag in het regentschap Klaten van de provincie Midden-Java, Indonesië. Pandes telt 4253 inwoners (volkstelling 2010).